# Anna Järvinen
Anna Päivikki Järvinen, född 16 april 1970 i Helsingfors, är en sverigefinsk kompositör, sångerska och musiker som tidigare spelade i musikgruppen Granada innan gruppen splittrades 2003. Järvinen startade därefter en solokarriär och har hittills[när?] släppt tre album och samarbetat med artister som Olle Ljungström, Melody Club, Dungen och Björn Olsson.

## Biografi
Anna Järvinen flyttade som sexåring till Stockholm med sin mor. Hon sjöng i svenska popbandet Granada från mitten av 1990-talet fram till deras splittring 2003. Efter att ha refuserats av flera skivbolag släpptes till slut hennes debutalbum Jag fick feeling i november 2007 på skivbolaget Häpna. Albumet nominerades till fyra grammisar och hyllades i pressen, Sonic kallade albumet för ”den mest personliga och förlösande svenskspråkiga debuten sedan Känn ingen sorg för mig Göteborg”. Albumet rönte också uppmärksamhet i Järvinens hemland Finland och hon turnerade i båda länderna under hösten 2007 och våren/sommaren 2008.
År 2009 släpptes Anna Järvinens andra album Man var bland molnen som nominerades till tre grammisar. Skivan mottogs precis som debuten med hyllande recensioner, musikskribenten Jan Gradvall skrev i sin recension att ”Anna Järvinen kliver här fram som en av Sveriges mest originella och begåvade artister”. Samma år sjöng hon duett med Olle Ljungström på sistnämndas album Sju. I december 2009 år fick hon tillsammans med Melody Club en hit med julsången "I Don't Believe in Angels".
Den 5 februari 2010 var hon gästartist i SVT:s På spåret. I november 2010 medverkade hon på ett hyllningsalbum till poeten Sonja Åkesson med de två tonsatta dikterna "O, ur Hästens öga" och "Ajajaj". Under grammisgalan 2011 framförde Anna Järvinen tillsammans med Nina Kinert, Karla-Thérèse Kjellvander och The Rockridge Brothers Håkan Hellströms "Vid protesfabrikens stängsel". Den 30 mars 2011 släppte Anna Järvinen sitt tredje album Anna själv tredje på Stranded Rekords. Albumet är inspelat i Göteborg av Mattias Glavå och på albumet medverkar bland annat Gustav Ejstes och Reine Fiske från Dungen, Joel Alme, Jacob Öhrvall med flera. Första singeln från albumet är låten "Lilla Anna".
Den 9 november 2011 tillkännagavs det att Järvinen var aktuell för att tävla med bidraget "Porslin" i Melodifestivalen 2012. Låten var skriven av Martin Elisson (Bad Cash Quartet, Hästpojken) och Björn Olsson (Soundtrack of Our Lives). Av okänd anledning fick låten inte vara med och tävla det året, vilket gjorde att den byttes ut mot låten "Shout It Out". Dock fick låten tävla år 2013 istället och då med Anna Järvinen som artist. Där blev den utslagen i den första deltävlingen i Karlskrona den 2 februari 2013. Låten testades på Svensktoppen den 10 februari samma år men kom inte in på listan.
I februari 2013 gav hon ut samlingsalbumet Samling.
Hösten 2016 ledde hon programmet Anna Järvinen och kvinnorna där hon träffade fem kvinnor med rötterna i Finland.
I november 2016 tilldelades hon av Sisuradio utmärkelsen Årets sverigefinne 2016.
I september 2020 debuterade Anna Järvinen som romanförfattare med romanen Dröm natten till idag. 

### Familj
Anna Järvinen är uppvuxen i Skarpäng i Täby kommun och har två barn. Hon var till 2021 gift med Mattias Palme.
Hon arbetar även som engelsk- och svensklärare och mentor på Kulturama i Hammarby sjöstad.

## Diskografi
Studioalbum
- 2007 – Jag fick feeling
- 2009 – Man var bland molnen
- 2011 – Anna själv tredje
- 2015 – Buren
- 2016 – Annan. En Anna[15]
- 2020 – Vestigia Terrent
- 2022 – Lila
- 2023 – Suomalainen joulu / Finsk jul
- 2024 – Sex

Samlingsalbum
- 2013 – Samling